# غاري (مغني أرجنتيني)
غاري (بالإسبانية: Gary)‏ هو مغني أرجنتيني، ولد في 15 فبراير 1962 في Amboy, Argentina ‏ في الأرجنتين، وتوفي في 9 نوفمبر 2001 بسبب مرض قلبي وعائي.